# Wolf Huber

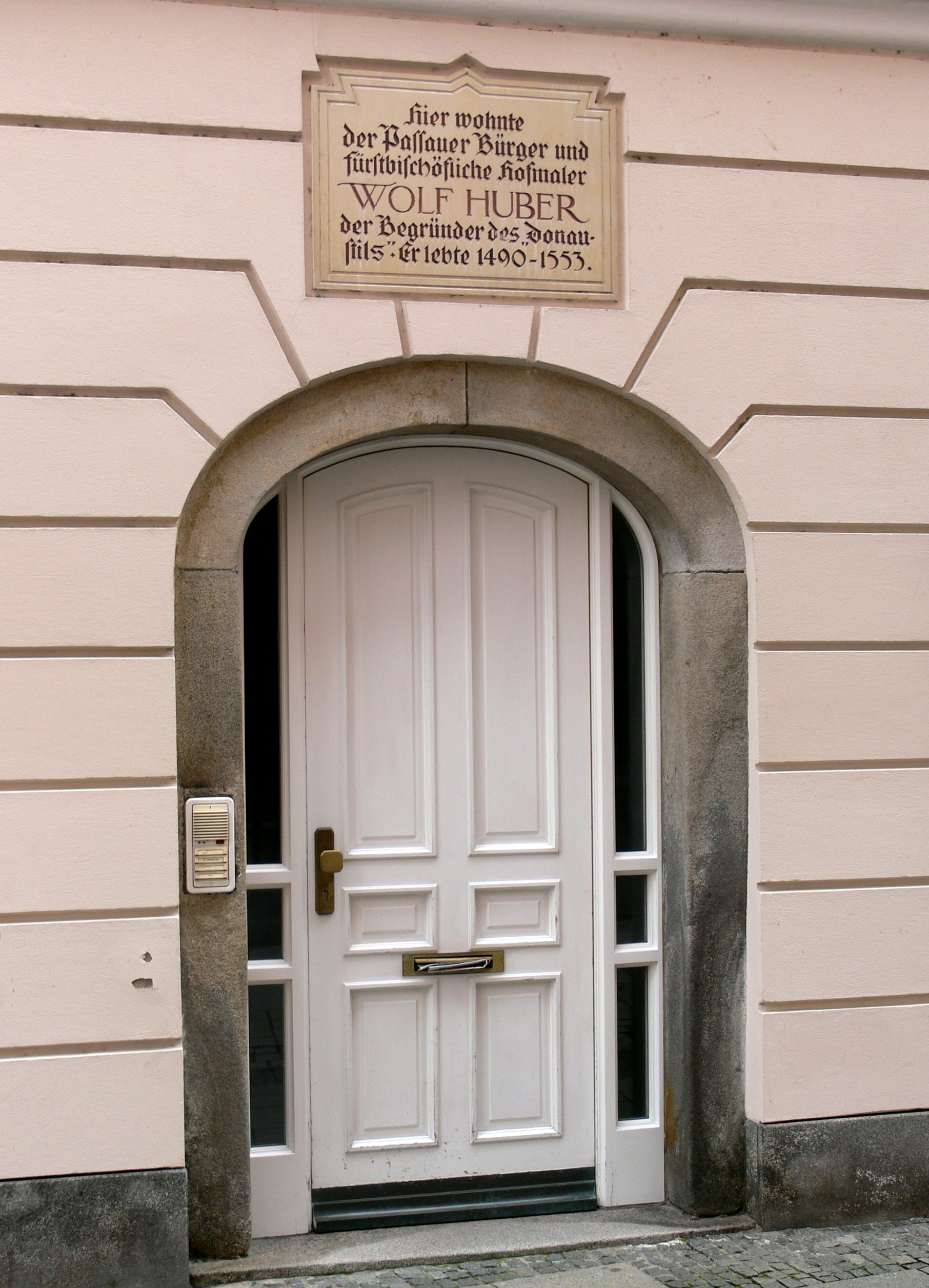
Wolf Huber emléktáblája Passauban

Wolf Huber (Feldkirch, 1485. – Passau, 1553. június 3.) osztrák festő, grafikus és építész. Albrecht Altdorfer mellett a dunai iskola legjobb mestere..

## Élete
Életéről keveset lehet tudni, 1515-ben már áttelepült Passauba. Művészete azt mutatja, hogy többször is járt Itáliában, nagy hatással volt rá az olasz reneszánsz képzőművészet, Albrecht Dürer és Albrecht Altdorfer művészete. 1517-től a bajor herceg udvari festője lett, építészeti megbízásokat is kapott..

## Művészete

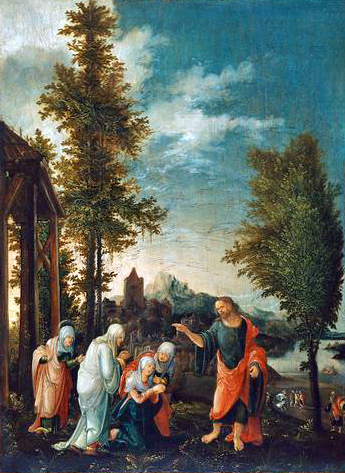
Krisztus búcsúja az asszonyoktól (1519)

Legszebb képei aprólékos kivitelű táji részletekben bővelkedő kompozíciók, ugyanekkor a figurális elemek állandó jelenlétének sokkal nagyobb jelentőséget tulajdonított, mint A. Altdorfer. Képei sokszor drámaiak, mozgalmasak. A portréfestésnek is kiváló mestere volt. A rajzművészet terén tanúságot tett merész fantáziájáról, szellemességéről. A német gótika, az olasz reneszánsz és a majd születendő barokk határán élő manierista művész volt, a stílusváltás szükségessége teremtette meg a tájképfestés irányába vezető utat, a festői egyéniség kibontakozásának lehetőségeit.
Fennmaradt műveit a bécsi, berlini, müncheni, dublini, londoni múzeumok őrzik, néhány rajza megtalálható a budapesti Szépművészeti Múzeumban is.

## Műveiből
- Krisztus búcsúja (1519; Bécs)
- Menekülés Egyiptomba (1515-30; Berlin)
- Mária látogatása (München)
- A kereszt felállítása[5] (1525; Bécs)
- A Szt. Kereszt allegóriája[6] (1543; Bécs)

## Galéria

### Tájképek

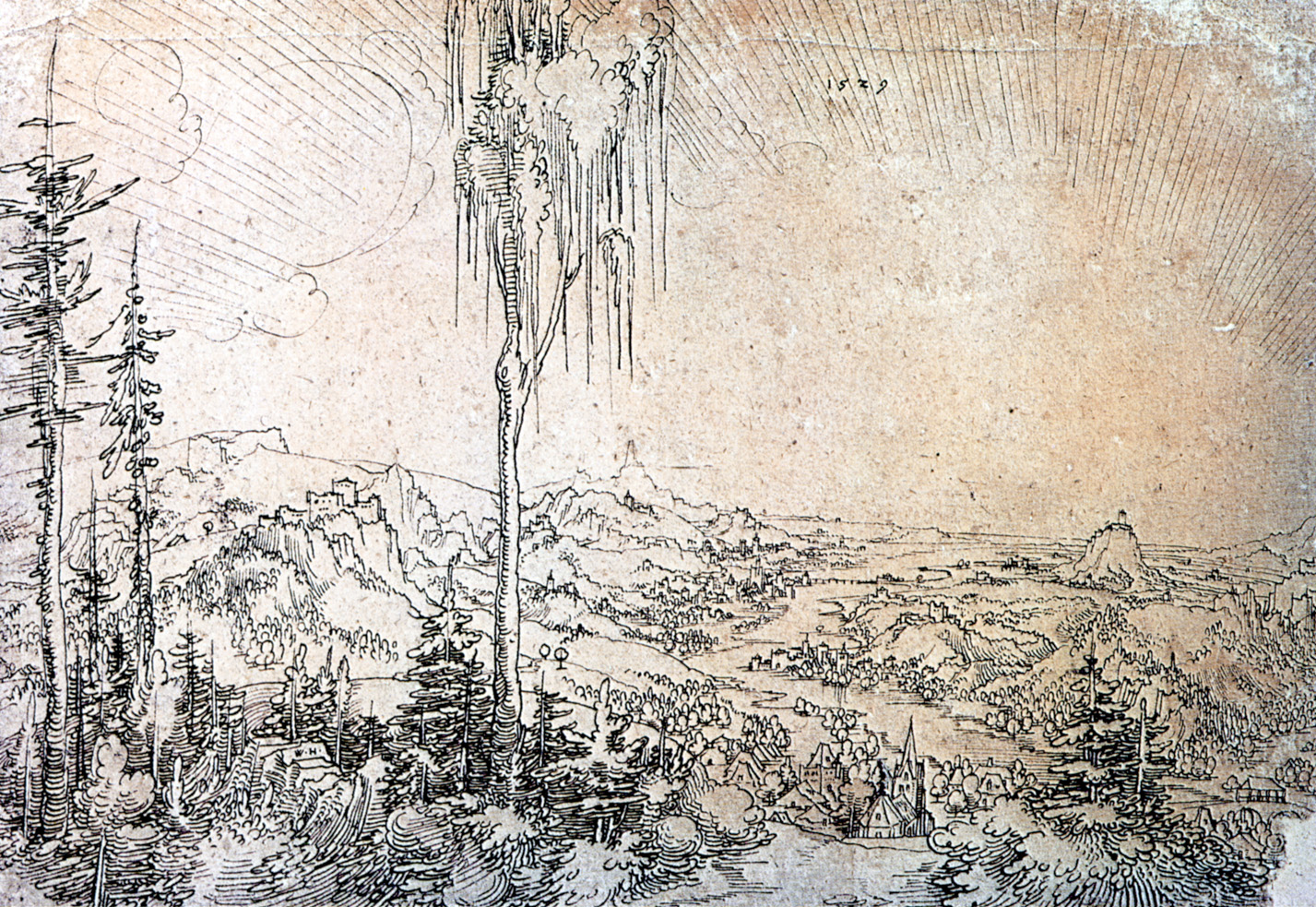
A Duna közelében fekvő Krems (1529)
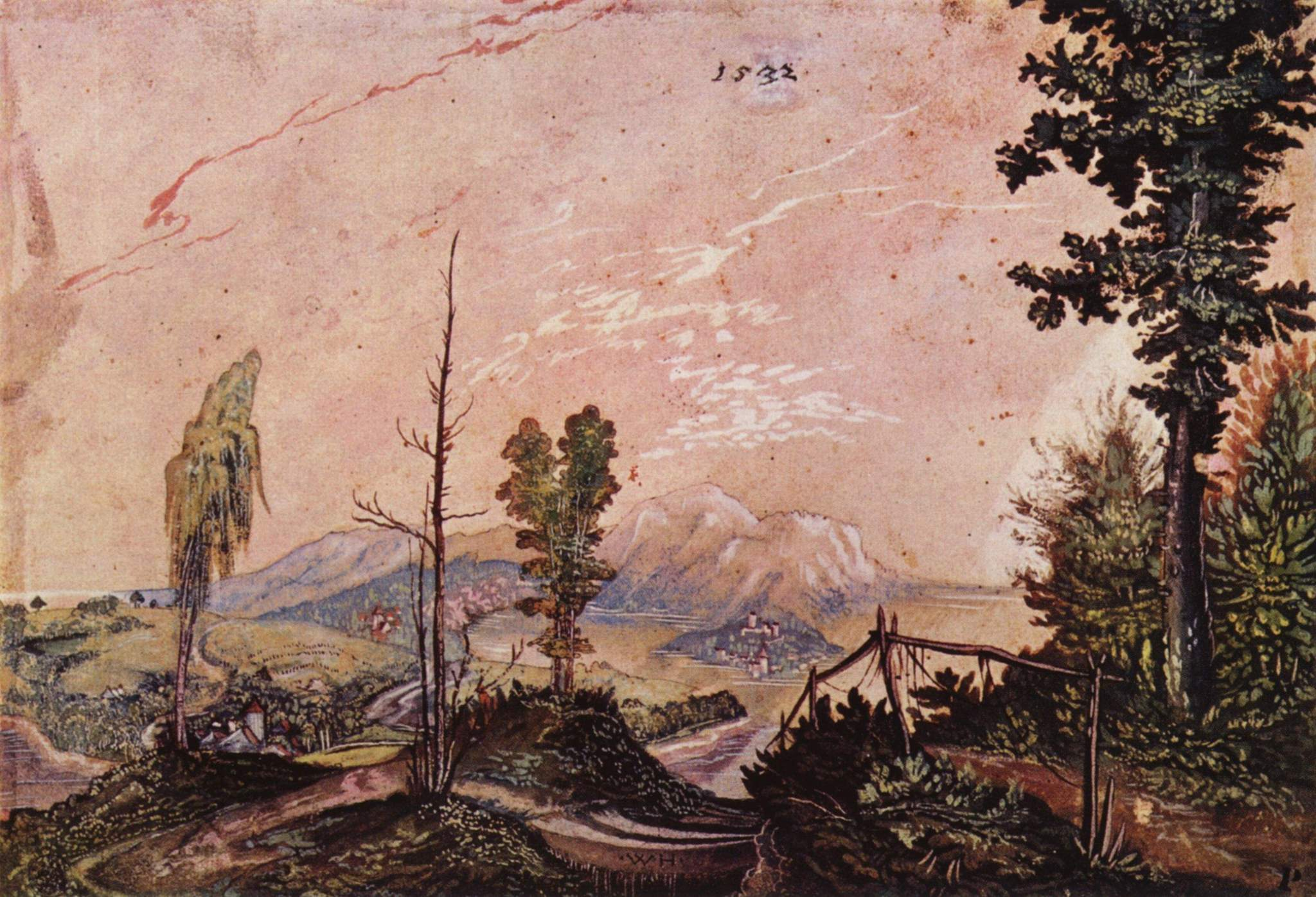
Alpokalja (1532)
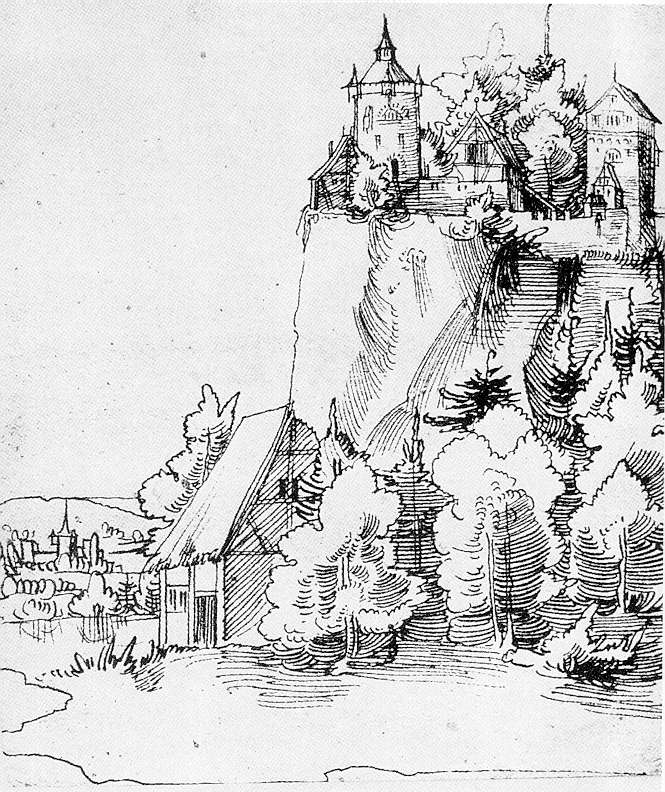
Tájkép kastéllyal (1550)
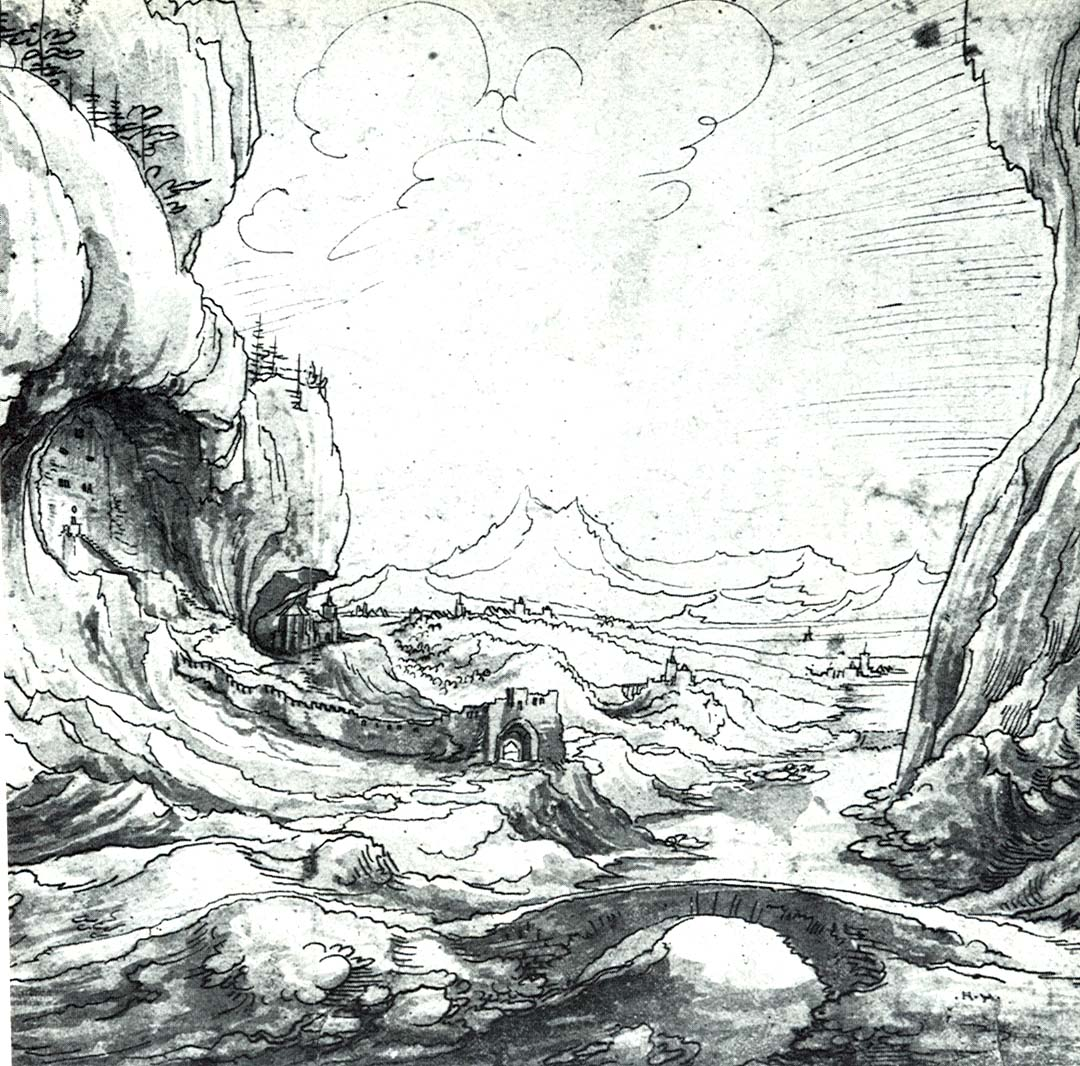
Tájkép : Letzimauer Fracsteinnél (1552)

### Festmények

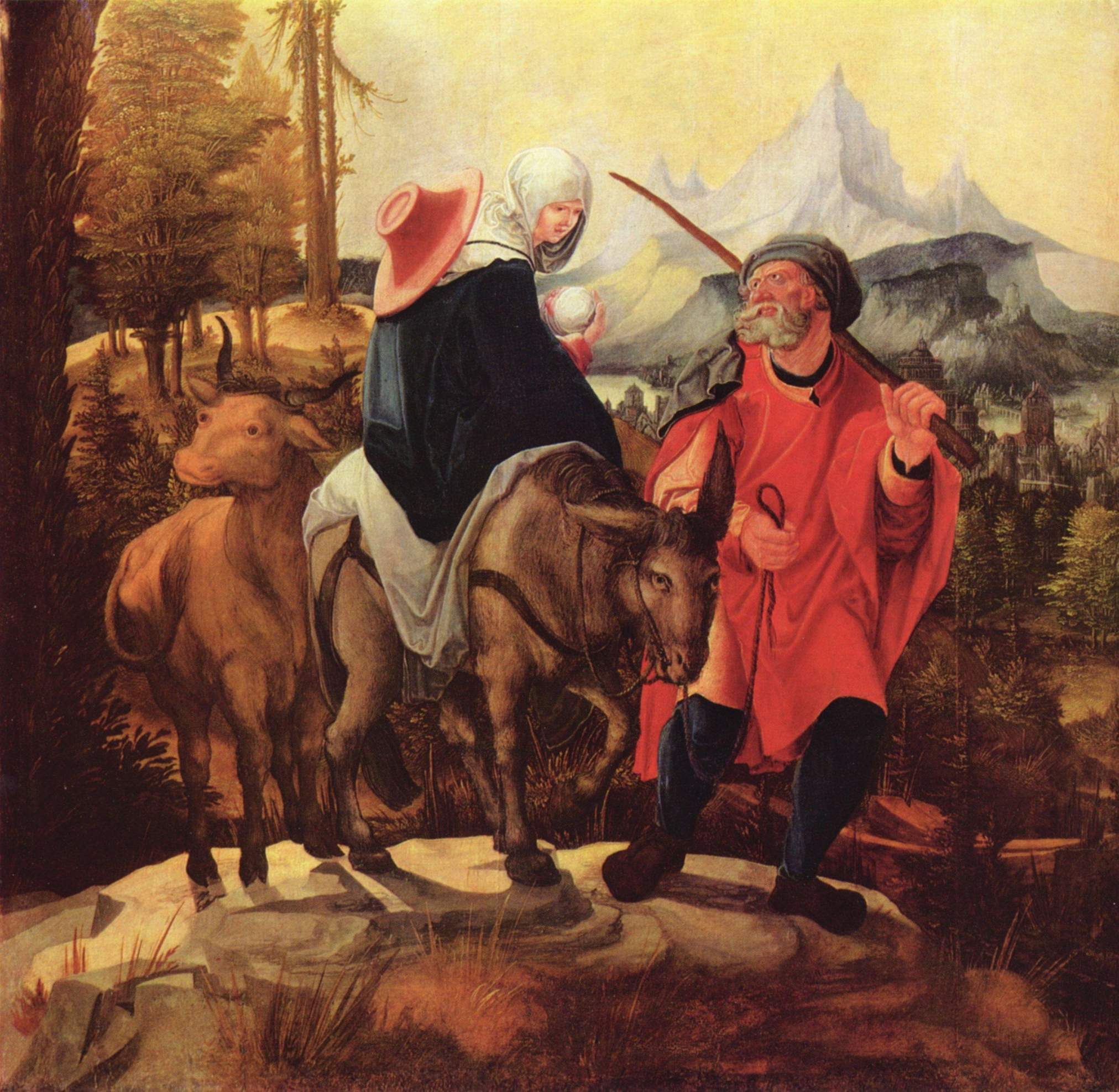
Menekülés Egyiptomba (1525-30)
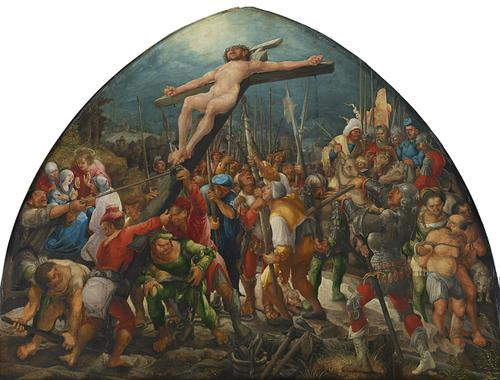
Lelkesedés Krisztus megfeszítéséért (1525)
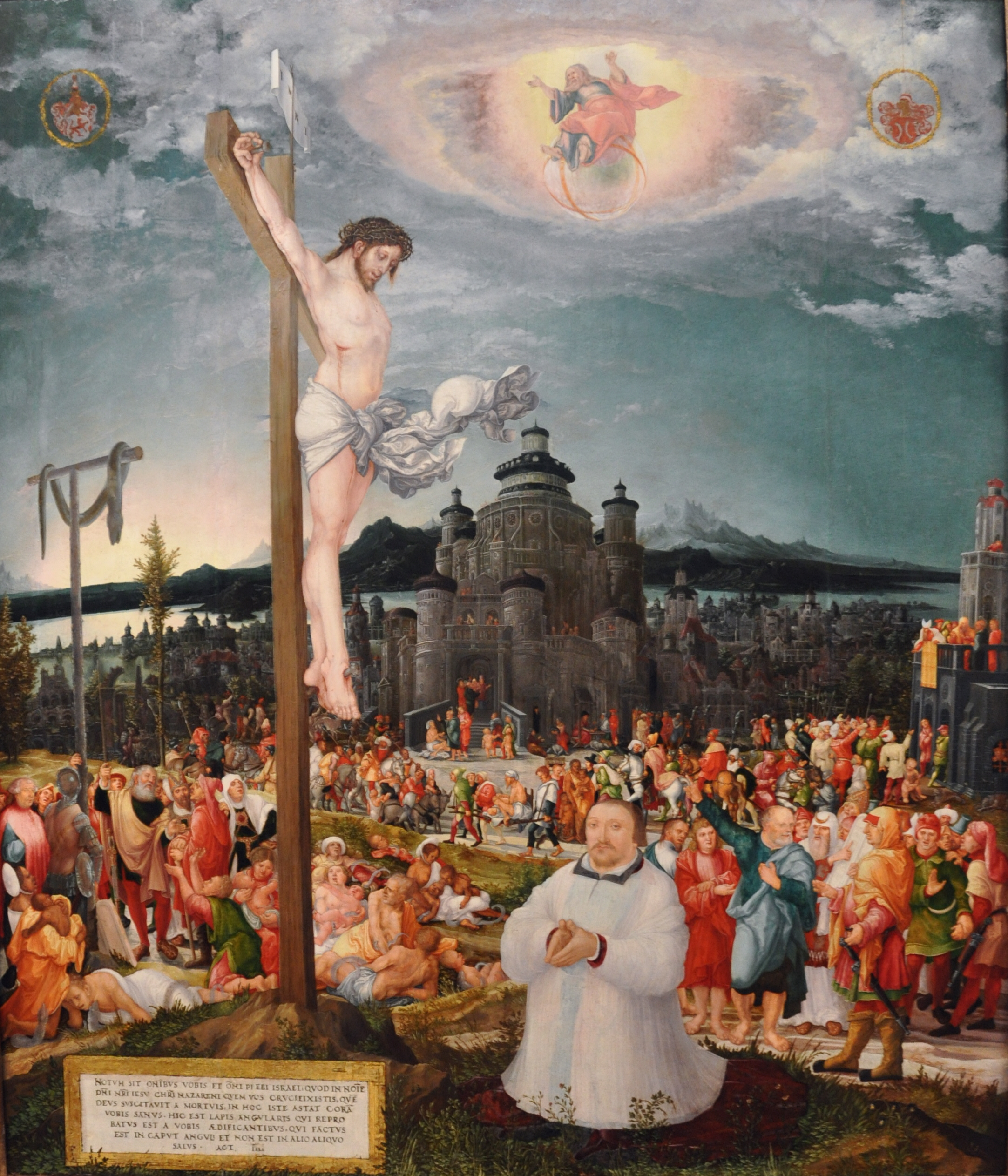
A megváltás allegóriája (1543)
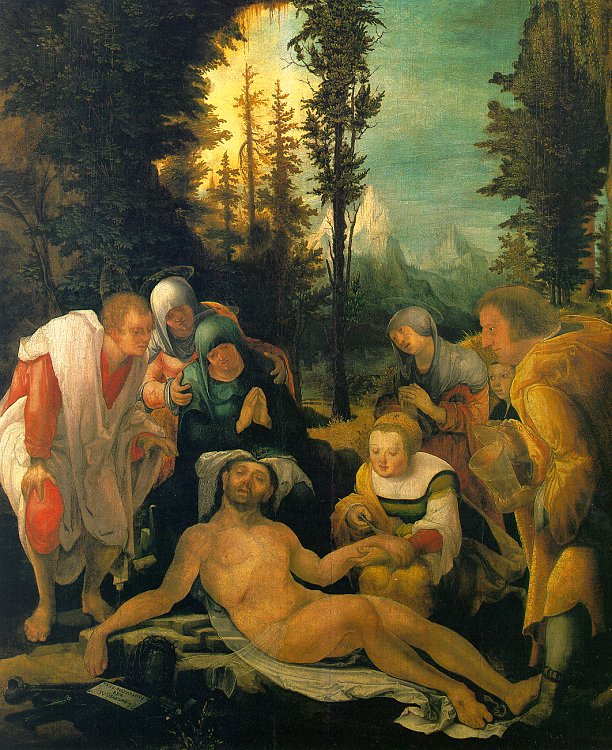
Krisztust gyászolják (1524)

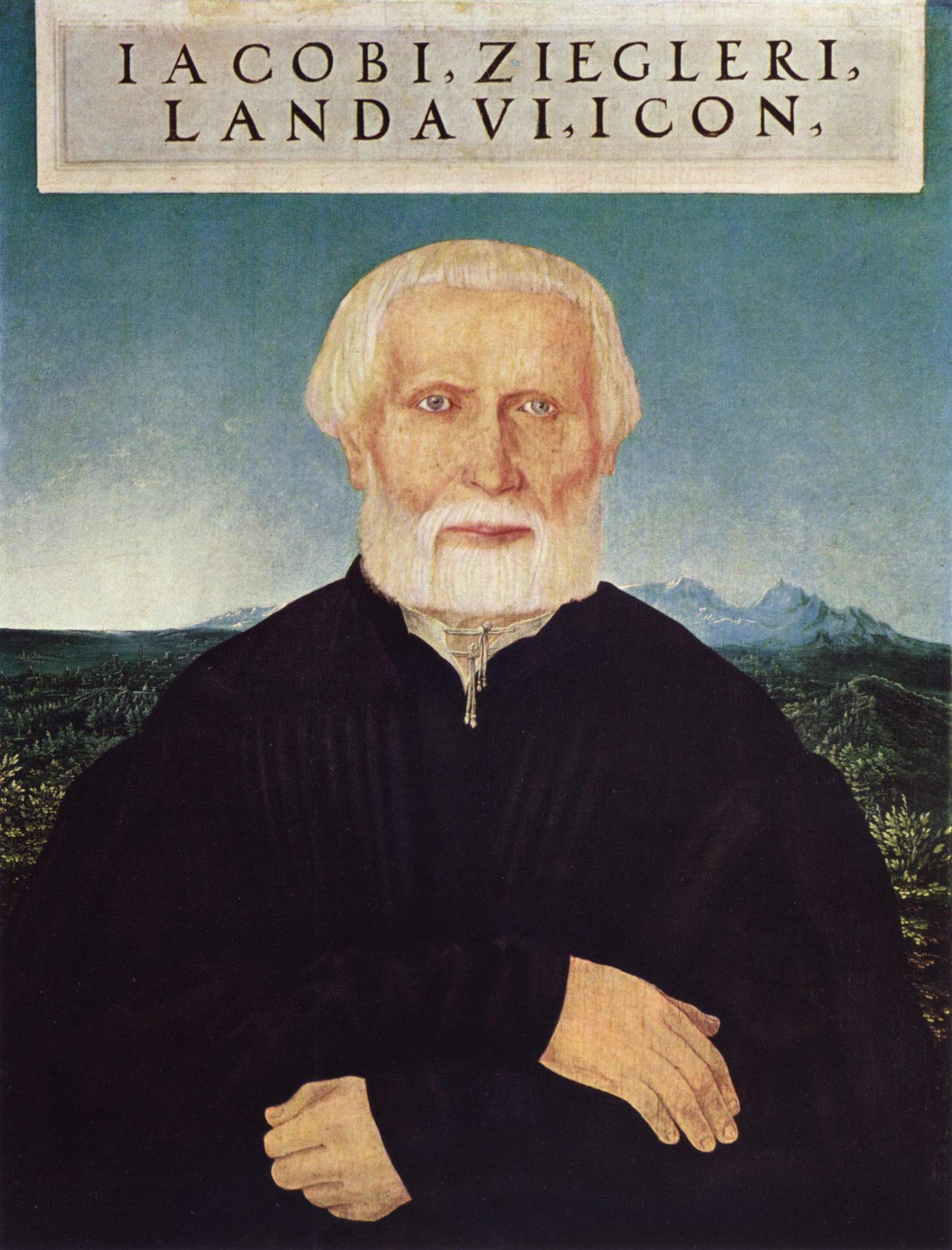
Wolf Huber portréfestménye Jakob Zieglerről (1544-49)